# 西德·欧文
西德·欧文（英語：Syd Owen，1922年9月29日—1998年8月27日），英格兰前男子足球运动员，场上位置是中场。他曾代表英格兰代表队参加1954年国际足联世界杯，结果队伍止步八强。